# Freddie Veseli
Frédéric Veseli (Renens, 1992. november 20. –) svájci születésű albán válogatott labdarúgó, a Fatih Karagümrük játékosa.
Svájc színeiben U17-es világbajnokságot nyert 2009-ben.
Az albán válogatott tagjaként részt vett a 2016-os Európa-bajnokságon.

## Sikerei, díjai

### Klub
- Empoli
  - Serie B: 2017–18

### Válogatott
- Svájc U17
  - U17-es labdarúgó-világbajnokság: 2009